# Résidence démontable ou mobile
Une résidence démontable ou mobile est une habitation sans fondations, transportable ou démontable facilement de manière que son implantation soit réversible.

## Types
On compte par exemple les :
- maisons mobiles
- caravanes
- yourtes
- tipis
- roulottes
- micromaisons mobiles
- péniches[1], etc.

Il existe des regroupements de résidences démontables ou mobiles formant des communautés ou coopératives d'habitants: les parcs de maisons mobiles,  les terrains familiaux ou aménagés privés, les campings. En France, on trouve aussi des aires d'accueil pour les Gens du voyage.

## Règlementation française
La loi ALUR de 2014, « dans l'objectif de prendre en compte l'ensemble des modes d'habitat, le décret prévoit deux séries de dispositions, relatives aux résidences démontables ou mobiles constituant l'habitat permanent de leurs utilisateurs ». 
Définition des résidences dites démontables par la loi ALUR de 2014 :
« Art. R. * 111-46-1. Sont regardées comme des résidences démontables constituant l'habitat permanent de leurs utilisateurs les installations sans fondation disposant d'équipements intérieurs ou extérieurs et pouvant être autonomes vis-à-vis des réseaux publics. Elles sont destinées à l'habitation et occupées à titre de résidence principale au moins huit mois par an. Ces résidences ainsi que leurs équipements extérieurs sont, à tout moment, facilement et rapidement démontables,. »
Certains éléments amovibles des habitats (auvents, rampes d’accès, etc.) sont dispensés de formalités. 
Autrefois confinées uniquement aux terrains de camping ou aux PRL (parcs résidentiels de loisirs), il est possible depuis la loi ALUR de 2014 d'installer une habitation mobile sur un terrain privé,. Le terrain doit être situé dans une zone constructible et ne pas interdire le stationnement de caravanes.
Les aménagements de terrains destinés à l’installation de résidences démontables ou de résidences mobiles sont soumis à permis d’aménager ou à déclaration préalable. Il est possible de créer un terrain familial privé sur lequel plusieurs habitations mobiles sont installées, il faudra une déclaration préalable ou un permis d'aménager suivant la situation. Les habitations pouvant être habitées à l'année mais également louées.
Les raccordements eau, électricité et eaux usées seront également démontables ou alors pourront être autonomes (panneaux solaires, etc.).
Concernant les mobil homes : « Votre résidence mobile de loisirs doit être posée sur cales non fixées au sol et peut être stabilisée par des piquets, ou moyens similaires, pouvant être retirés rapidement, ou stabilisés par des vérins. Les raccordements des résidences mobiles de loisirs aux réseaux d'alimentation en eau, d'évacuation des eaux, d'électricité, de gaz, de téléphone, de télévision et autres réseaux similaires doivent s'effectuer conformément aux règlements, normes ou règles de l'art ou règles de l'article applicables en vigueur. Ils ne font pas perdre son caractère de mobilité à la résidence mobile de loisirs s'ils sont facilement démontables,. »
Avant la loi ALUR, les habitats alternatifs posaient problème aux maires,,, les habitants s'installant souvent sur des terrains inconstructibles ; or, avant la loi ALUR, les yourtes habitées de manière permanentes et équipées étaient considérées comme des « constructions de droit commun » soit comme des maisons construites « en dur » par exemple.
Avant la loi ALUR et après, les habitats alternatifs décrits comme « habitables à demeure » ne peuvent être installés sur des terrains non constructibles même si les habitats sont démontables (exemple la yourte). Or les habitats alternatifs sont parfois posés sur des terrains inconstructibles, ce qui est illégal.
Certains habitants font le choix de vivre dans des logements alternatifs (yourtes et autres), d'autres y vivent par nécessité,,.